# Tallsopp
Tallsopp (Leccinum vulpinum) är en svampart som beskrevs av Watling 1961. Tallsopp ingår i släktet Leccinum och familjen Boletaceae.  Arten är reproducerande i Sverige. Inga underarter finns listade i Catalogue of Life.

## Källor

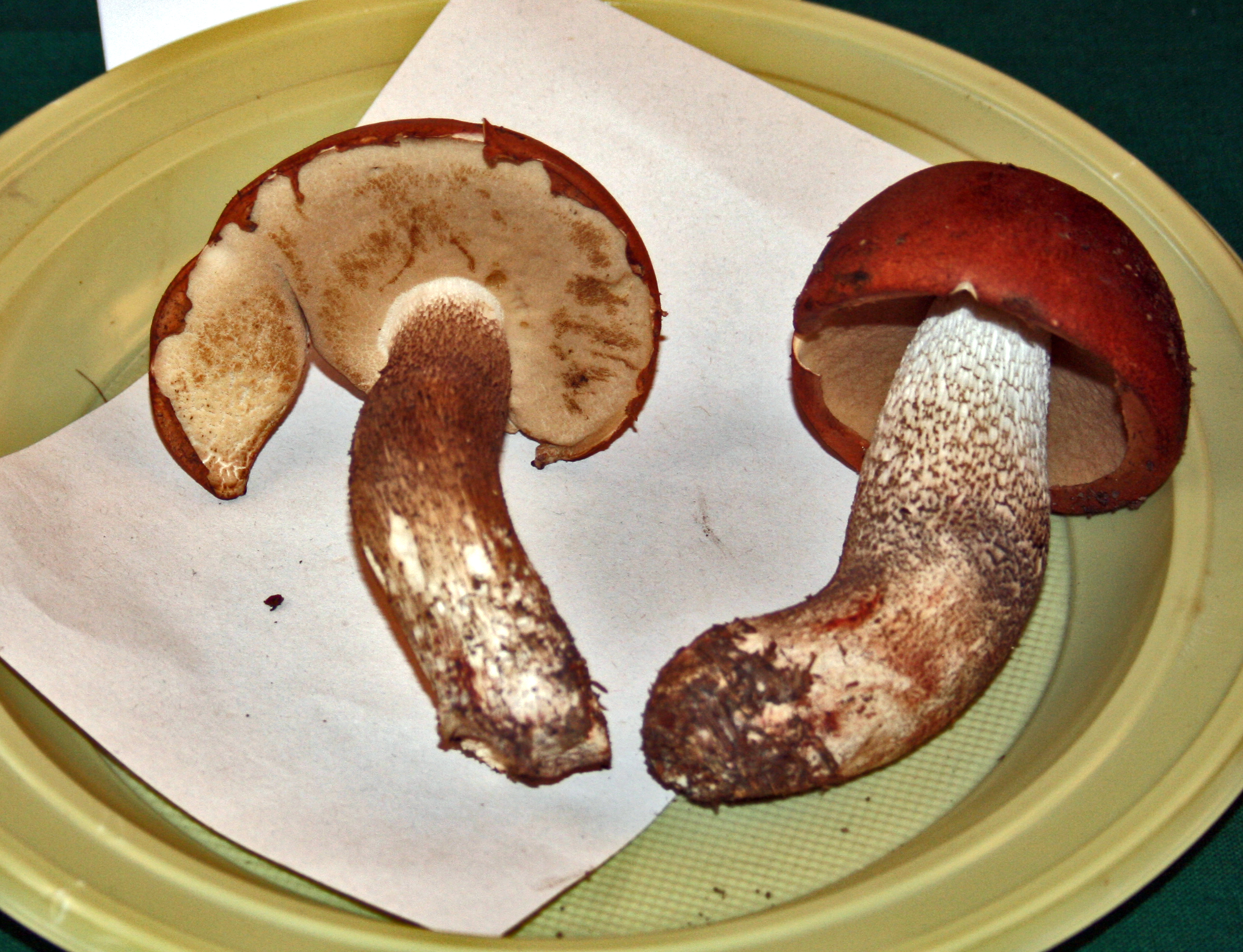
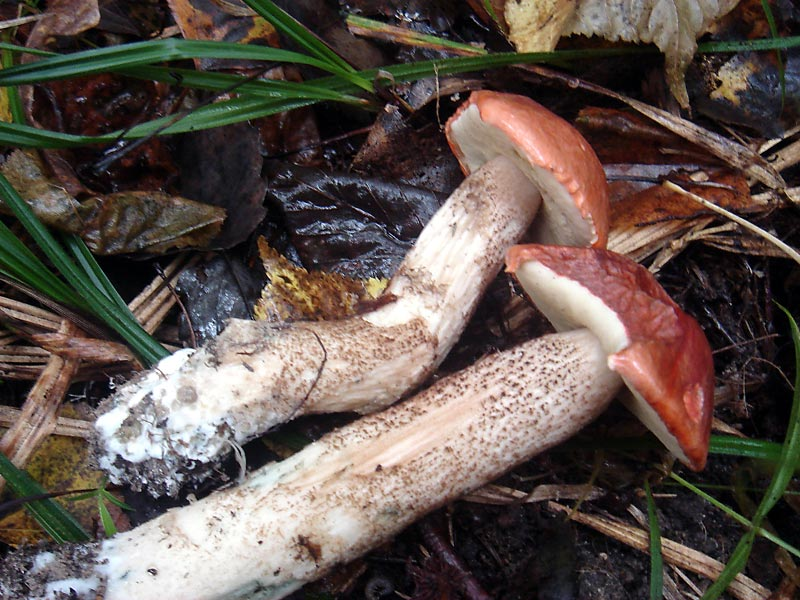
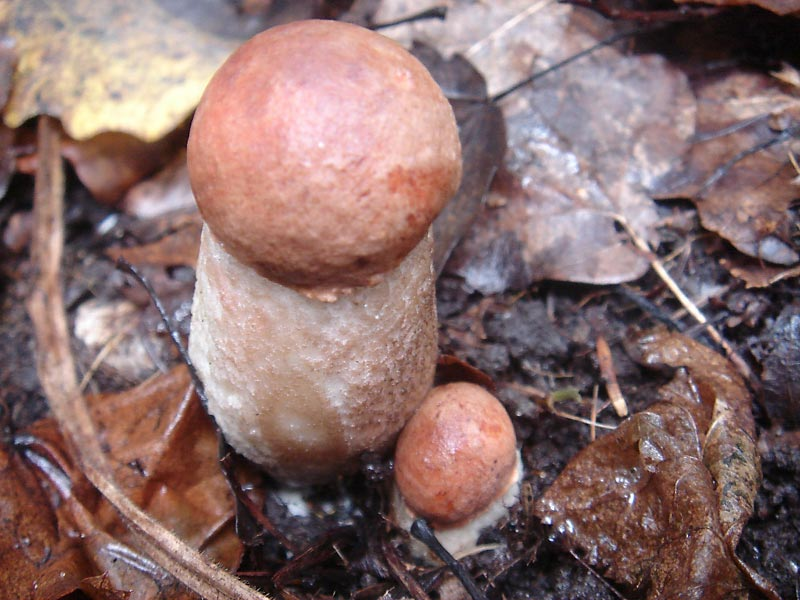
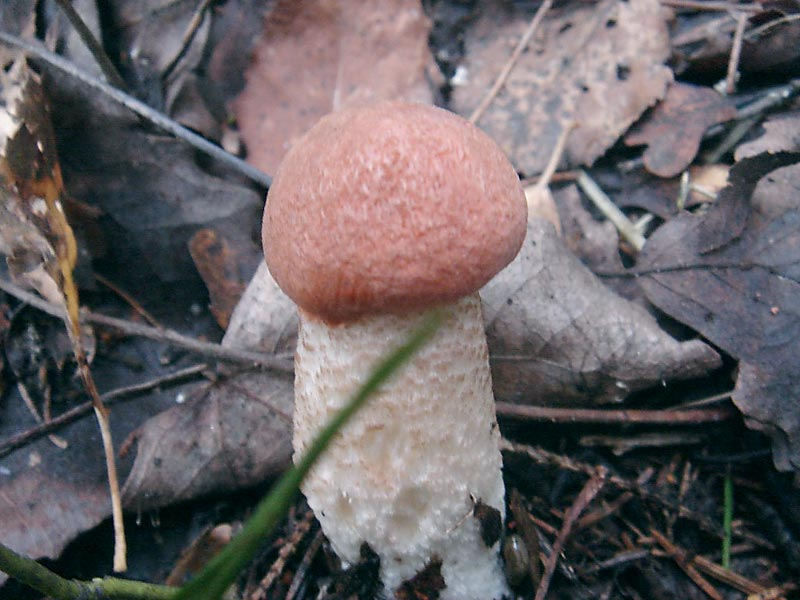
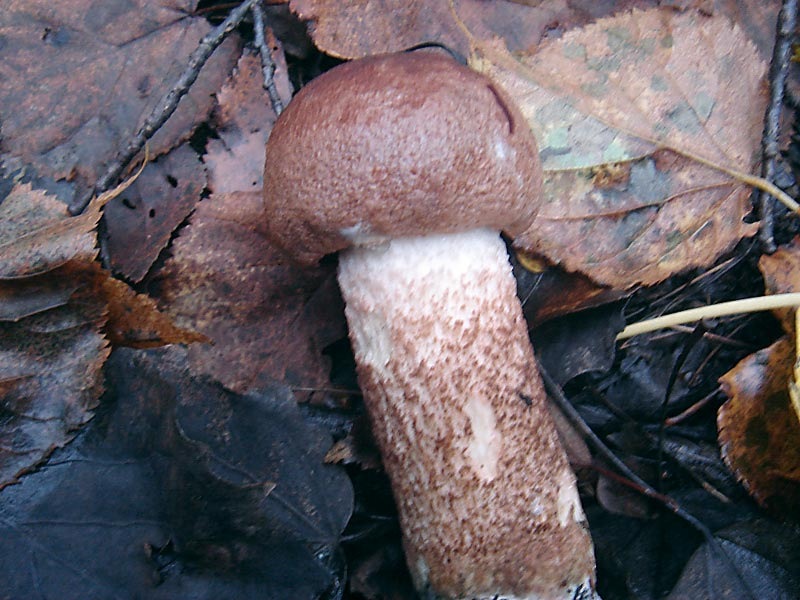
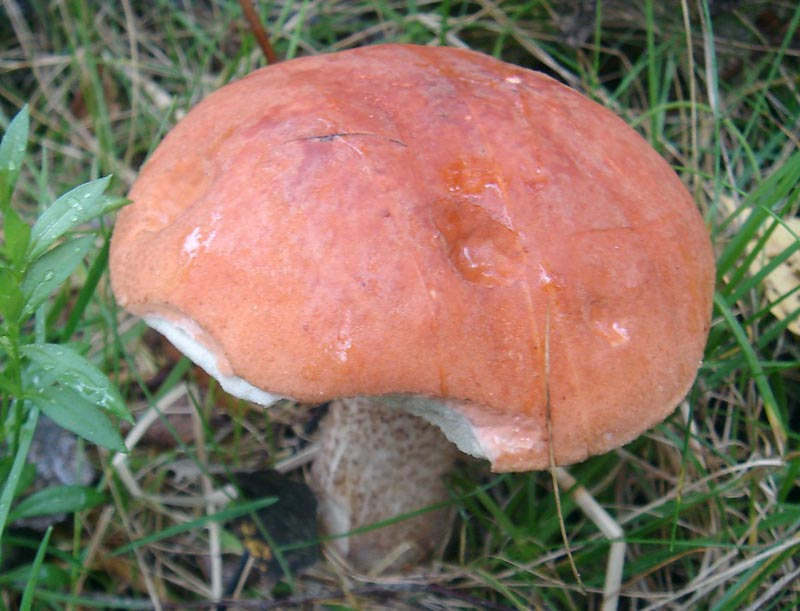